# Нова Збур'ївка
Нова́ Збу́р'ївка — село в Україні, у Голопристанській міській громаді Скадовського району Херсонської області. Населення — 7 489 осіб. Колишній центр Новозбур'ївської сільської ради.

## Географія
Село розташоване на лівому, перерізаному невеликими річками, низинному березі Дніпровського лиману, за 9 км від центру територіальної громади міста Гола Пристань, за 35 км від залізничної станції Херсон. З районним та обласним центром село зв'язане водним і шосейним шляхами.

## Історія

### XVIII—XIX століття
Історія виникнення села пов'язана з російсько-турецькими війнами другої половини XVIII століття. 1774 року біля Збур'ївського гирла, що з'єднує Дніпровський і Збур'ївський лимани, було споруджено укріплення. Навколо укріплення, починаючи з 1783 року, оселялися переселенці з інших місць Росії, насамперед державні селяни. Наприкінці XVIII століття, коли укріплення почало втрачати військове значення, частина жителів переселилася за півверсти на південний схід і заснувала село, назване Новою Збур'ївкою.
Перші письмові згадки про цей населений пункт датуються 1801 роком. Починаючи з 1810 року, сюди прибували втікачі-кріпаки з Полтавської губернії.
Жили новозбур'ївці великими родинами. Основним заняттям було сільське господарство. Сіяли пшеницю, ячмінь, овес. Розвивалося скотарство, насамперед вівчарство.
Нова і Стара Збур'ївки здавна вважалися батьківщиною моряків, річковиків і рибалок. У цих селах налічувалося понад 60 судновласників, які набирали екіпажі з односельців. Деякі новозбур'ївці продовжували чумакувати. Вони їздили до Криму по сіль, продавали її в Голій Пристані по 30 коп за пуд, у Харкові — по 1 крб.
Значного розвитку досягла торгівля хлібом, худобою, сіллю, рибою, кавунами, а також промисловим крамом і залізним товаром. Нова Збур'ївка вважалася значним торговельним центром Дніпровського повіту. Крім базарів, тут з 1874 року збиралися два річних ярмарки.
Станом на 1886 рік у селі, центрі Збур'ївської волості Дніпровського повіту Таврійської губернії, мешкало 3740 осіб, налічувалось 566 дворів, існували православна церква, школа, 5 лавок, 3 бондарні, базар.

### XX століття
Диференціація селянства особливо поглибилася після запровадження столипінської аграрної реформи. 1913 року селяни Нової Збур'ївки виділилися в самостійну земельну общину, якій належало 3073 десятини землі.
Першу школу в селі відкрито 1872 року. У 1902 році в усіх збур'ївських навчальних закладах (початкова, земська та церковнопарафіяльна школи) здобуло освіту 350 учнів.

Пам'ятник комбайну у с. Нова Збур'ївка

У зв'язку з проведенням адміністративної реформи 1923 року і ліквідацією волостей в Новій Збур'ївці відбулися вибори до Ради селянських депутатів. При Раді діяли секції: адміністративно-господарська, земельна, культурно-освітня, благоустрою села і санітарії. На початку 1924 року завершився розподіл землі. Загальна площа сільськогосподарських угідь становила 20,3 тис.десятин.
Наприкінці 1923 року виникає два товариства — «Землероб» і «Червона Україна». За всіма цими господарствами було закріплено 673 десятини орної землі, вони мали 28 голів великої рогатої худоби.
На початку 1928 року, під час примусової колективізації, у селі виникло 4 артілі — «Червоний Жовтень», «Вільна Україна», «Юний городник», «Юний пролетар». Більшість колгоспників спорудила добротні житлові будинки, навколо яких розрослися сади й виноградники. Ще 1929 року село телефонізували, 1932 — радіофікували. У 1936 році частину села підключили до електростанції МТС.
З початком німецько-радянської війни до лав Червоної Армії вступило 1275 новозбур'ївців. Усі, хто залишився в селі, працювали на жнивах. 1941 року село було окуповане військами Вермахту. Нову Збур'ївку звільнено від німецьких військ 4 листопада 1943 року частини радянської 2-ї гвардійської армії.
Меморіал радянським воїнам, що загинули у Другій світовій війні:

Протягом 1950–1954 років колгоспи Нової Збур'ївки об'єдналися у два господарства — «Червоний Жовтень» і «Перше травня», що дало змогу краще використовувати матеріальні ресурси.

### Російське вторгнення в Україну (2022)
24 лютого 2022 року, в перший день російського вторгнення в Україну, село окупували російські війська.
26 березня 2023 року, ЗСУ завдали високоточний удар по парку російської військової техніки, розташованому у селі.
27 червня 2023 року, у селі російський БТР переїхав 83 - річну жінку, яка стояла біля паркану свого будинку, жінка загинула на місці.

## Населення
Згідно з переписом УРСР 1989 року чисельність наявного населення села становила 7367 осіб, з яких 3433 чоловіки та 3934 жінки.
За переписом населення України 2001 року в селі мешкали 7543 особи.

### Мова
Розподіл населення за рідною мовою за даними перепису 2001 року:
| Мова       | Відсоток |
| ---------- | -------- |
| українська | 88,49 %  |
| російська  | 9,81 %   |
| вірменська | 0,87 %   |
| циганська  | 0,29 %   |
| молдовська | 0,16 %   |
| білоруська | 0,12 %   |
| інші       | 0,26 %   |

## Інфраструктура
З травня 1966 року в Новій Збур'ївці функціонує районний протитуберкульозний диспансер на 125 ліжок, працює амбулаторія сімейної практики та медицини. Діють три загальноосвітні школи та дошкільний заклад «Малятко». Село повністю газифіковане. Поступово розвивається зелений туризм. В Новій Збур'ївці розташований продуктовий мінімаркет регіональної мережі «Везунчик», кілька десятків продуктових і промислових крамниць та магазинів автозапчастин.

Будівля сільської ради
Сільський будинок культури
Сільмаг

## Храми

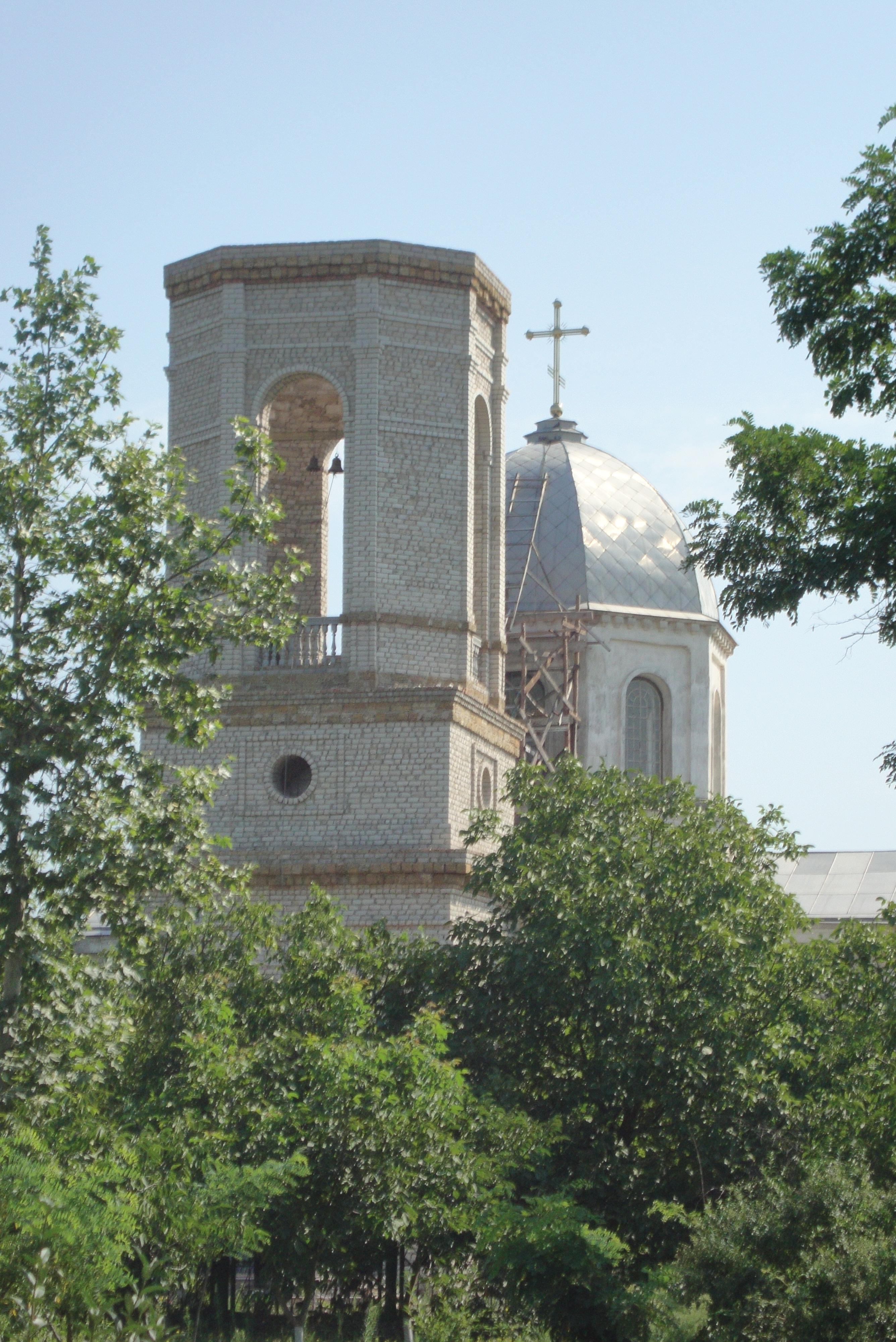

- Свято-Успенський храм УПЦ МП

- Будинок молитви

## Відомі люди
- Калабухов Іван Савелійович (1903—?) —організатор виробництва, раціоналізатор, начальник механічних майстерень Херсонського морського порту, почесний громадянин Херсона.
- Купріянов Андрій Олександрович (1978—2015) — солдат Збройних сил України, учасник російсько-української війни.
- Мохортов Костянтин Володимирович (1913 — 1989) — Герой Соціалістичної Праці, звання присвоєно Указом Президії Верховної Ради СРСР від 25 жовтня 1984 року за видатні виробничі успіхи, досягнуті при будівництві Байкало-Амурської залізничної магістралі.
- Німич Павло Олексійович (1928 — 2001) — Герой Соціалістичної Праці, звання присвоєно Указом Президії Верховної Ради СРСР від 26 квітня 1971 року за високі досягнення у народному господарстві.
- Потребенко Володимир Миколайович (1936) — скульптор.
- Бондар Петро Миколайович — член Всеросійських установчих зборів